# Icius guyoni
Icius guyoni är en spindelart som först beskrevs av Lucas (vem då?) 1846.  Icius guyoni ingår i släktet Icius och familjen hoppspindlar. Inga underarter finns listade i Catalogue of Life.